# Vlag van Pretoria

Vlag van de gemeente Pretoria

De vlag van Pretoria is de gemeentevlag van de Zuid-Afrikaanse gemeente Pretoria waarvan onbekend is of deze is vastgesteld en zo ja, op welke datum. De vlag bestaat uit een twee banen van gelijke hoogte in de kleuren rood-geel. 

## Achtergrond
De kleuren zijn afgeleid van het wapen van Pretoria. De vlag van Pretoria heeft twee horizontale banen, rood boven en geel beneden en is daarmee niet te onderscheiden van de vlag van Oostende.

## Verwante afbeelding

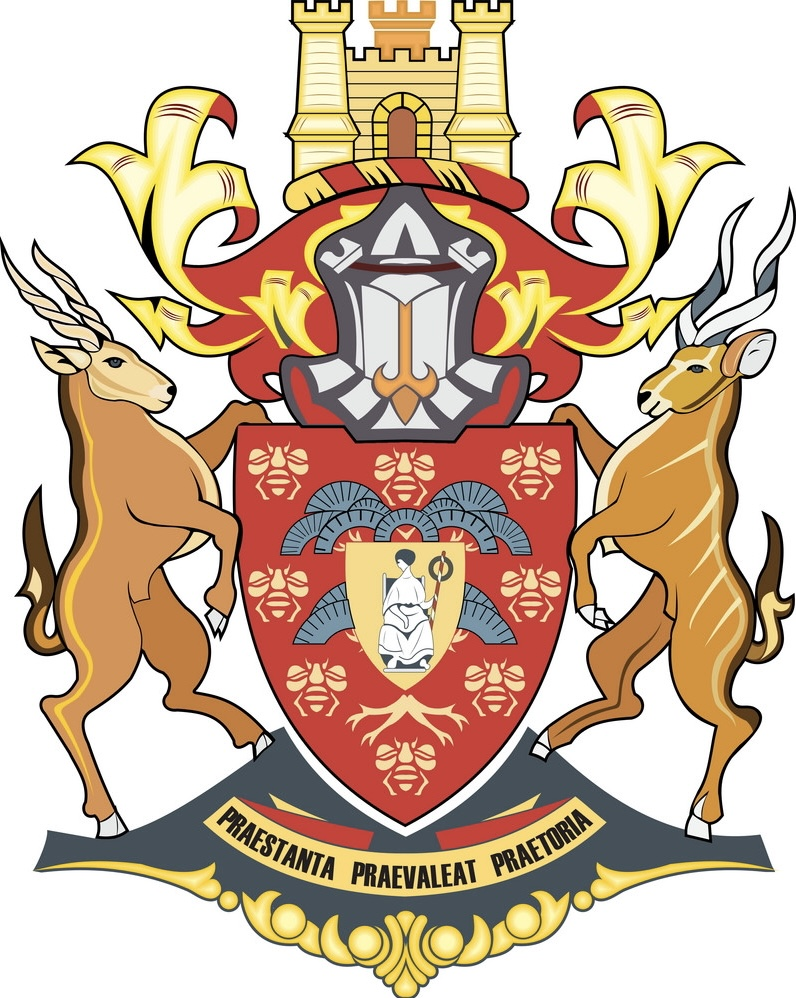
Het wapen van Pretoria